# Breivika (Troms)
Pour les articles homonymes, voir Breivika.
Breivika est une localité du comté de Troms, en Norvège.

## Géographie
Administrativement, Breivika fait partie de la kommune de Harstad.